# 雷莫·賈佐托
雷莫·賈佐托（義大利語：Remo Giazotto，1910年9月4日—1998年8月26日），是意大利當代的音樂學家、音樂評論家和作曲家。他以研究意大利的古典音樂作曲家作品而著名，包括為巴洛克時期的阿爾比諾尼編輯生平集，並且為他的作品作分類及編彙目錄。他亦對韋華第、浦契尼及布索尼的作品有深入的研究。

## 生平
賈佐托1910年出生於羅馬，先後於米蘭音樂學院學習鋼琴及作曲，並在熱那亞大學修讀文學及哲學。1932年起於意大利音樂雜誌（Rivista musicale italiana）中撰寫樂評，後來亦在Ricordi的音樂雜誌《今日》（d'oggi）中投稿。當中他於1940年在《今日》中一篇講及威爾第的評論，包含了很強的政治色彩。1943年墨索里尼於意大利王國中倒台，但因得到希特拉的支持，使他在意大利北部建立了意大利社會共和國，當中包括賈佐托所在地熱拿亞，自此賈佐托轉為支持當時的意大利抵抗運動，並退至
至北部小鎮科涅避難。1945年至1949年，他成為了意大利音樂雜誌的總編輯。1949年轉職至意大利廣播電視公司，首先為室內樂音樂節目的節目總監；1966年被委派於為歐洲廣播聯盟內提供國際性的音樂節目總監，亦繼續在意大利廣播電視公司中擔任音樂家生平節目的監製，以及擔任面試委員會的主席。1967年成為了新意大利音樂雜誌（Nuova rivista musicale italiana）的聯合總編輯。
學術上，賈佐托於1957年至1969年擔任佛羅倫斯大學的音樂史教授，也於1962年成為了羅馬聖切契利亞音樂學院的教授。他在學術界雖然頗有成就，但卻多次爆出學術誠信問題，當中最為人所認識的，便是他被指借用阿爾比諾尼的名字，發表了《G小調慢板》一曲，聲稱是由一首未曾被發現的作品碎片中的數字低音部份重建而成，但自從他過世至今，仍未能尋覓那碎片是否確實存在，倒是在一些私人記錄中，找到證據證明該作品「極有可能」根本就是他的原創作品；另外，他與另一位音樂學者薩塔之間的爭論亦是焦點，薩塔指控賈佐托在韋華第的研究時使用了虛假的資料，而賈佐托則極力否認。
作為作曲家，除了《G小調慢板》外，賈佐托亦有創作一些鋼琴作品及歌曲，例如《拉威爾之墓》（Au Tombeau De Ravel）（1959），但知名度遠不及《G小調慢板》。
有一妻子瑪格列堤·里波拉（Margherita Rebora），並育有一名兒子阿達爾貝托·賈佐托。阿達爾貝托是著名的意大利物理學家，有份設計探測重力波的「室女座干涉儀」。

## 著作
- 《17至18世紀在熱那亞的情節劇》（Il melodramma a Genova nei secoli XVII e XVIII）（熱那亞，1941）
- 《托馬索·阿爾比諾尼：威內托的業餘小提琴音樂家（1671-1750）》（Tomaso Albinoni，'musico violino dilettante veneto'（1671–1750））（米蘭，1945）
- 《布索尼：歌刻裏的生活》（Busoni: la vita nell opera）（米蘭，1947）
- 《13至18世紀在熱那亞的公眾和私人生活中的音樂》（La musica a Genova nella vita pubblica e privata dal XIII al XVIII secolo）（熱那亞，1952）
- 《18世紀情節劇詩歌的批判》（Poesia melodrammatica e pensiero critico nel Settecento）（米蘭，1952）
- 「博徹格尼《帕特里西奧》：16世紀的無名示範」（Il Patricio di Hercole Bottrigari dimostrato practicamente da un anonimo cinquecentesco），刊於CHM，第1季，第97–112頁。
- 《威內托空中的和諧協契曲》（Harmonici concenti in aere veneto）（羅馬，1955）
- 《英國的意大利音樂在浦契尼年代的狀況》（La musica italiana a Londra negli anni di Purcell）（羅馬，1955）
- 《莫扎特年鑑》（Annali Mozartiani）（米蘭，1956）
- 《喬瓦尼·巴蒂斯塔·維奧蒂》（Giovan Battista Viotti）（米蘭，1956）
- 《新音樂性》（Musurgia nova）（米蘭，1959）
- 《亞歷山德羅·斯特拉代拉的生平》（Vita di Alessandro Stradella）（米蘭，1962）
- 《韋華第》（Vivaldi）（米蘭，1965）
- 「看台上的戰爭」（La guerra dei palchi），刊於新意大利音樂雜誌，第1季（1967），第245–286頁；第3季（1969），第906–933頁；第5季（1971），第1304-1352頁。
- 「徹斯提逝世300周年：22封於威尼斯國家檔案館內的信件」（Nel CCC anno della morte di Antonio Cesti: ventidue lettere ritrovate nell' Archivio di Stato di Venezia），刊於新意大利音樂雜誌，第3季（1969），第496–512頁。